# Область Хартогса

Диаграмма Хартогса неполной области в

О́бласть Харто́гса (англ. Hartogs domain) — понятие комплексного анализа, раздела математики, обобщение понятия области Рейнхарта. Названа в честь немецкого математика Фридриха Хартогса.
Синоним: полукруговая область.
Область Хартогса естественным образом возникает как область непрерывной сходимости следующего ряда:
{\displaystyle \sum _{k=0}^{\infty }a_{k}(z_{1},\,z_{2},\,\dots ,\,z_{n-1})z_{n}^{k}.}
Область Хартогса есть частный случай кругообразной области.

## Определение области Хартогса
Область Хартогса (англ. Hartogs domain) — область {\displaystyle D} комплексного пространства {\displaystyle \mathbb {C} ^{n}}, {\displaystyle n\geqslant 1}, имеющая такое свойство, что вместе с каждой точкой {\displaystyle z^{0}=(z_{1}^{0},\,z_{2}^{0},\,\dots ,\,z_{n-1}^{0},\,z_{n}^{0})\equiv ('\!z^{0},\,z_{n}^{0})\in D} в области {\displaystyle D} лежат также и все точки следующей окружности:
{\displaystyle \{('\!z^{0},\,a_{n}+(z_{n}^{0}-a_{n})e^{i\theta _{n}}),\quad 0\leqslant \theta _{n}<2\pi \}.}
Так определённая область Хартогса имеет плоскость симметрии {\displaystyle \{z_{n}=a_{n}\}}.
Область Хартогса имеет следующий автоморфизм:
{\displaystyle w_{n}=a_{n}+(z_{n}-a_{n})e^{i\theta _{n}},\quad '\!w={}'\!z.}
Область Хартогса естественным образом возникает как область непрерывной сходимости следующего ряда:
{\displaystyle \sum _{k=0}^{\infty }a_{k}(z_{1},\,z_{2},\,\dots ,\,z_{n-1})z_{n}^{k}.}

Полная область Хартогса (англ. complete Hartogs domain) — область Хартогса {\displaystyle D}, в которой с каждой точкой {\displaystyle z^{0}=(z_{1}^{0},\,z_{2}^{0},\,\dots ,\,z_{n-1}^{0},\,z_{n}^{0})\equiv ('\!z^{0},\,z_{n}^{0})\in D} в области {\displaystyle D} лежит следующий круг:
{\displaystyle \{('\!z^{0},\,a_{n}+(z_{n}^{0}-a_{n})\lambda _{n}),\quad |\lambda _{n}|\leqslant 1\},}
или
{\displaystyle \{('\!z^{0},\,z_{n}),\quad |z_{n}-a_{n}|\leqslant |z_{n}^{0}-a_{n}|\}.}

## Диаграмма Хартогса

Диаграмма Хартогса неполной области в

Диаграмма Хартогса — образ области Хартогса {\displaystyle D\subset \mathbb {C} ^{n}} с плоскостью симметрии {\displaystyle \{z_{n}=0\}} в пространстве размерности {\displaystyle (2n-1)}, определяемый следующим преобразованием:
{\displaystyle D\to {}'\!D\times \mathbb {R} _{+}\colon \,('\!z,\,z_{n})\to ('\!z,\,|z_{n}|),}
где {\displaystyle \,{}'\!D\subset \mathbb {C} ^{n-1}} — проекция {\displaystyle D} в {\displaystyle \mathbb {C} ^{n-1}}, то есть множество всех {\displaystyle \,'\!z} для {\displaystyle z\in D}.
Диаграмме Хартогса полной области {\displaystyle D} вместе с любой точкой {\displaystyle ('\!z^{0},\,|z_{n}^{0}|)\in {}'\!D\times \mathbb {R} _{+}\,} принадлежит и весь следующий отрезок:
{\displaystyle \{('\!z^{0},\,|z_{n}|)\colon \,|z_{n}|\leqslant |z_{n}^{0}|\}.}
Диаграмма Хартогса понижает размерность пространства с областью на единицу и в случае {\displaystyle n=2} вполне наглядна. На рисунке справа показана неполная область Хартогса, причём точка на этой диаграмме Хартогса представляет окружность, тогда как вертикальный отрезок, основание которого находится в области {\displaystyle \,{}'\!D\subset \mathbb {C} ^{n-1}}, — это круг.
На рисунке внизу на диаграмме Хартогса показаны области из пространства {\displaystyle \mathbb {C} ^{2}}: шар и бикруг; для бикруга хорошо просматриваются трёхмерные части его границы {\displaystyle \Gamma _{1}} и {\displaystyle \Gamma _{2}}, а также его остов {\displaystyle \Gamma }.

Диаграммы Хартогса шара и поликруга
Диаграмма Хартогса шара в {\displaystyle \mathbb {C} ^{2}}
Диаграмма Хартогса бикруга в {\displaystyle \mathbb {C} ^{2}}

## Кругообразная область

### Определение кругообразной области
Область Хартогса естественным образом обобщается на кругообразную область.
Орбита, порождаемая точкой {\displaystyle z\in \mathbb {C} ^{n}}, — точечное множество в комплексном пространстве {\displaystyle \mathbb {C} ^{n}} вида
{\displaystyle \{t^{\alpha _{1}}z_{1},\,t^{\alpha _{2}}z_{2},\,\dots ,\,t^{\alpha _{n}}z_{n}\},\quad } {\displaystyle |t|=1,}
где {\displaystyle z=(z_{1},\,z_{2},\,\dots ,\,z_{n})\in \mathbb {C} ^{n}} — любая фиксированная точка; {\displaystyle t\in \mathbb {C} } — любой комплексный параметр; {\displaystyle \alpha _{1},\,\alpha _{2},\,\dots ,\,\alpha _{n}} — целые неотрицательные числа, не все равные нулю. Орбита есть топологический образ окружности. Орбита может быть порождена любой из её точек.
Кругообразная область — область {\displaystyle D} комплексного пространства {\displaystyle \mathbb {C} ^{n}}, {\displaystyle n\geqslant 1}, целиком состоящая из некоторых орбит.
В частном случае при {\displaystyle \alpha _{1}=\alpha _{2}=\cdots =\alpha _{n}=1} получается круговая область, а при {\displaystyle \alpha _{1}=\alpha _{2}=\cdots =\alpha _{n-1}=0}, {\displaystyle \alpha _{n}=1} — область Хартогса.
В более общем случае кругообразная область называется кругообразным точечным множеством.
Обобщение кругообразной области — кругообразная область с произвольными целыми показателями {\displaystyle \alpha _{1},\,\alpha _{2},\,\dots ,\,\alpha _{n}} была впервые изучена французским математиком А. Картаном.

### Завершение кругообразной области
Завершение кругообразной области — полученная из исходной кругообразной области {\displaystyle D} минимальная полная кругообразная область {\displaystyle {\tilde {D}}}, другими словами, это множество дисков
{\displaystyle (t^{\alpha _{1}}z_{1},\,t^{\alpha _{2}}z_{2},\,\dots ,\,t^{\alpha _{n}}z_{n}),\quad } {\displaystyle 0<|t|\leqslant 1,}
которые соответствуют орбитам, которые составляют исходную кругообразную области {\displaystyle D}.
Синоним: геометрическое завершение кругообразной области.

В произвольной области комплексной плоскости {\displaystyle \mathbb {C} } всегда существует некоторая аналитическая функция. Но, с другой стороны, пространство переменных
{\displaystyle z,\,u_{1},\,u_{2},\,\dots ,\,u_{n}\in \mathbb {C} \times \underbrace {\mathbb {R} \times \mathbb {R} \times \cdots \times \mathbb {R} } _{\text{n раз}},\quad n\geqslant 1}
содержит такие пары областей {\displaystyle D}, {\displaystyle {\tilde {D}}}, {\displaystyle D\subset {\tilde {D}}},
что любая функция, аналитическая в {\displaystyle D}, остаётся аналитической и в {\displaystyle {\tilde {D}}}. Этот факт, который
имеет место при аналитическом продолжении, относится только к природе комплексной области {\displaystyle D}, а не к любой аналитической функции, которая определенна в {\displaystyle D}. Этот факт называется
аналитическим расширением (англ. analytic completion), а область {\displaystyle {\tilde {D}}} называется аналитическим расширением области {\displaystyle D}.
Теорема. Завершение {\displaystyle {\tilde {D}}} кругообразной области {\displaystyle D} есть тоже область пространства. Область {\displaystyle {\tilde {D}}} есть аналитическое расширение области {\displaystyle D} в том случае, когда начало координат {\displaystyle z_{1}=z_{2}=\cdots =z_{n}=0} принадлежит области {\displaystyle D}.

## Кратно-кругообразная область
Область Рейнхарта естественным образом обобщается на кратно-кругообразную область, частный случай кругообразной области.
Введём следующие {\displaystyle m} параметров {\displaystyle t_{1},\,t_{2},\,\dots ,\,t_{m}} и организуем их в следующие {\displaystyle n} одночленов
{\displaystyle \beta _{j}(t)=t_{1}^{\alpha _{j1}}t_{2}^{\alpha _{j2}}\dots t_{m}^{\alpha _{jm}},\quad j=1,\,2,\,\dots ,\,n,}
где показатели степени {\displaystyle \alpha _{j1},\,\alpha _{j2},\,\dots ,\,\alpha _{jm}} — неотрицательные целые числа.
Пусть определение орбиты следующее:
{\displaystyle \{\beta _{1}(t)z_{1},\,\beta _{2}(t)z_{2},\,\dots ,\,\beta _{n}(t)z_{n}\},\quad } {\displaystyle |t_{1}|=|t_{2}|=\cdots =|t_{m}|=1,}
а определение диска соответственно такое:
{\displaystyle (\beta _{1}(t)z_{1},\,\beta _{2}(t)z_{2},\,\dots ,\,\beta _{1}(n)z_{n}),\quad } {\displaystyle 0<|t_{1}|,\,|t_{2}|,\,\dots ,\,|t_{m}|\leqslant 1.}
Кратно-кругообразная область — область {\displaystyle D} комплексного пространства {\displaystyle \mathbb {C} ^{n}}, {\displaystyle n\geqslant 1}, целиком состоящая из некоторых этих орбит.
Теорема для кругообразной области остаётся истинной и для кратно-кругообразной области:
Теорема. Завершение {\displaystyle {\tilde {D}}} кратно-кругообразной области {\displaystyle D} есть тоже область пространства. Область {\displaystyle {\tilde {D}}} есть аналитическое расширение области {\displaystyle D} в том случае, когда начало координат {\displaystyle z_{1}=z_{2}=\cdots =z_{n}=0} принадлежит области {\displaystyle D}.
При {\displaystyle m=n} и {\displaystyle \beta _{j}(t)=t_{j}} получается наиболее важный вид кратно-кругообразной области, а именно область Рейнхарта. В том случае, когда начало координат принадлежит области Рейнхарта {\displaystyle D}, её аналитическое расширение — выпуклая область Рейнхарта {\displaystyle {\tilde {D}}}. Так полученная область {\displaystyle {\tilde {D}}} называется рейнхартовым аналитическим расширением области.